# L'Apprenti millionnaire
Pour plus de détails, voir Fiche technique et Distribution.
L'Apprenti millionnaire est un film américain réalisé par Rupert Wainwright, sorti en 1994.

## Fiche technique
Sauf mention contraire, cette fiche technique est établie à partir d'IMDb
- Titre original : Blank Check
- Titre français : L'Apprenti millionnaire
- Réalisation : Rupert Wainwright
- Scénario : Colby Carr, Blake Snyder
- Direction artistique : Burton Rencher
- Décors : Cecilia Rodarte
- Costumes : Deborah Everton
- Photographie : Bill Pope
- Montage : Jill Savitt, Hubert de la Bouillerie
- Musique : Nicholas Pike
- Effets spéciaux : Robert A. Goodson, Margaret Johnson, Randy E. Moore
- Production : Tony Shimkin, Gary Adelson, Craig Baumgarten
- Société de production : Walt Disney Pictures
- Société de distribution : Buena Vista Distribution Company
- Pays de production :  États-Unis
- Langue originale : anglais
- Format : Couleur (Technicolor) - 35 mm - 1,85:1 - Filmé en Panaflex - Son : Dolby
- Genre : Comédie
- Durée : 94 minutes
- Dates de sortie : 
  - États-Unis : 11 février 1994[2]
  - France : 2000 (directement en vidéo)

## Distribution
- Karen Duffy (VF : Sybille Tureau) : Shay Stanley
- Brian Bonsall (VF : Paul Nivet) : Preston Waters
- Miguel Ferrer : Carl Quigley
- Michael Lerner : Edward Biderman
- Tone Lōc : (VF : Marc Alfos) Juice
- James Rebhorn : Fred Waters
- Jayne Atkinson : Sandra Waters
- Rick Ducommun (VF : Richard Darbois) : Henry
- Debbie Allen : Yvonne
- Chris Demetral : Damian Waters
- Michael Faustino : Ralph Waters
- Alex Zuckerman : Butch